# 虛擬方法表
程序设计中的虛擬方法表（virtual method table）、虛擬函式表（virtual function table）或vtable，是一種编程语言裡支持动态分派（在運行時進行方式绑定）的方式。
若有類別定義了虚函数（或虛方法），大部份的編譯器會在此類中加入隱藏成员变量，此变量是一個指向函式陣列（即為虛擬方法表）指標。在程式運行時會使用此指標，呼叫適當的函式實現，在編譯時，還不知道要呼叫哪一個函式，或是要呼叫某個繼承此類別的類別所實現的函式。
要實現动态分派的方式有很多種，但在C++以及其他相關語言（如D語言和C#）裡常會使用虛擬方法表。一些將物件的程式介面和其實現分開的語言，像是Visual Basic和Delphi，也常使用此一作法，因為此作法可以讓物件用設定另一個方法指標的方式，就可以使用不同的函式實現。此作法可以創建外部的函式庫，其他類似的技術則不行。
假設程式中包括三個有繼承關係的類別：母類別Cat，以及二個子類別HouseCat和Lion。Cat類別定義了虚函数，名稱為speak，其子類別可以提供適當的實現（例如meow或roar）。當程式呼叫Cat參考（指向Cat、HouseCat或Lion的個體），程式必須要可以確認要呼叫哪一函式。這會依物件實際的類別而定，不是參考本身的類別。此類別無法在編譯期就決定要呼叫哪一個函式，需要在運行時才動態決定要呼叫哪一個函式。

## 實現
物件的虛擬方法表會包括物件動態綁定方法的記憶體位址。會透過物件的虛擬方法表，從其中方法的位址來呼叫方法。屬於同一個類別的物件會有相同的虛擬方法表，因此這些物件可以共用虛擬方法表。屬於相容類別的物件（例如繼承自同一個類別的各類別下的物件）會有相同佈置的虛擬方法表：在所有相容類別內，特定方法會在虛擬方法表中相同的位置。因此透過虛擬方法表讀取方法位置，就可以找到此物件方法的位置，以此呼叫函式。
C++標準沒有強制指定動態分配實現的作法，不過各編譯器都是依照相同的基本模式，只有小部份的差異。
一般來說，編譯器會為每一個有虛擬方法的類別分別創建虛擬方法表。當產生一個物件時，這個物件會多一個隱藏成員，此成員是指向虛擬方法表的指標，也稱為虛擬方法表指標、vpointer或VPTR。因此，編譯器也需要在物件的构造器中增加隱藏程式碼，讓新物件的虛擬方法表指標指向其虛擬方法表。
許多編譯器會將虛擬方法表當作物件裡的最後一名成員，也有編譯器將虛擬方法表當作第一個成員。這兩種方式都可以產生可移殖的程式碼。
g++以往就將指標當成物件的最後一名成員。